# Lätt tungvikt i fristil i brottning vid olympiska sommarspelen 1996
Herrarnas brottningsturnering i fristil i viktklassen lätt tungvikt vid olympiska sommarspelen 1996 avgjordes i Atlanta i Georgia World Congress Center. 

## Medaljörer
| Klass         | Guld                 | Silver                          | Brons                       |
| Lätt tungvikt | Rasoul Khadem · Iran | Macharbek Chadartsev · Ryssland | Eldar Kurtanidze · Georgien |

## Resultat
Guld- och silvermedaljörerna korades genom en klassisk turnering där vinnaren i finalen erhöll guld, och förloraren silver. Förlorarna från omgång ett fram till semifinalen fick återkvala och vinnaren fick till slut brons.
- TO — Vinst genom fall
- PA — Vinst genom att motståndaren skadats

### Huvudtabell

#### Runda 1
| Brottare 1                  | Poäng  | Brottare 2                 |
| --------------------------- | ------ | -------------------------- |
| Ričardas Pauliukonis (LTU)  | 11 - 0 | Louis Purcell (ASA)        |
| Eldar Kurtanidze (GEO)      | 11 - 0 | Kaloyan Baev (BUL)         |
| Kim Ik-Hee (KOR)            | 2 - 1  | Péter Bacsa (HUN)          |
| Jozef Lohyňa (SVK)          | 5 - 0  | Tatsuo Kawai (JPN)         |
| Gantogtokh Bayanmönkh (MGL) | 5 - 0  | José Betancourt (PUR)      |
| Victor Kodei (NGR)          | 1 - 6  | Rasoul Khadem (IRI)        |
| Scott Bianco (CAN)          | 2 - 5  | Islam Bajramukov (KAZ)     |
| Robert Kostecki (POL)       | 4 - 5  | Dzambolat Tedeyev (UKR)    |
| Bob Renney (AUS)            | 1 - 11 | Heiko Balz (GER)           |
| Bashir Bhola Bhala (PAK)    | 0 - 10 | Macharbek Chadartsev (RUS) |
| Melvin Douglas (USA)        |        | Bye                        |

#### Åttondelsfinaler
| Brottare 1                 | Poäng | Brottare 2                  |
| -------------------------- | ----- | --------------------------- |
| Melvin Douglas (USA)       | 5 - 0 | Ričardas Pauliukonis (LTU)  |
| Eldar Kurtanidze (GEO)     | 2 - 3 | Kim Ik-Hee (KOR)            |
| Jozef Lohyňa (SVK)         | 5 - 3 | Gantogtokh Bayanmönkh (MGL) |
| Rasoul Khadem (IRI)        | 4 - 3 | Islam Bajramukov (KAZ)      |
| Dzambolat Tedeyev (UKR)    | 4 - 1 | Heiko Balz (GER)            |
| Macharbek Chadartsev (RUS) |       | Bye                         |

#### Kvartsfinaler
| Brottare 1                 | Poäng | Brottare 2           |
| -------------------------- | ----- | -------------------- |
| Macharbek Chadartsev (RUS) | 4 - 1 | Melvin Douglas (USA) |
| Kim Ik-Hee (KOR)           | 0 - 3 | Jozef Lohyňa (SVK)   |
| Rasoul Khadem (IRI)        |       | Bye                  |
| Dzambolat Tedeyev (UKR)    |       | Bye                  |

#### Semifinaler
| Brottare 1                 | Poäng | Brottare 2              |
| -------------------------- | ----- | ----------------------- |
| Macharbek Chadartsev (RUS) | 7 - 1 | Jozef Lohyňa (SVK)      |
| Rasoul Khadem (IRI)        | 3 - 0 | Dzambolat Tedeyev (UKR) |

#### Final
| Brottare 1                 | Poäng | Brottare 2          |
| -------------------------- | ----- | ------------------- |
| Macharbek Chadartsev (RUS) | 0 - 3 | Rasoul Khadem (IRI) |

### Återkval

#### Omgång 2
| Brottare 1            | Poäng  | Brottare 2               |
| --------------------- | ------ | ------------------------ |
| Louis Purcell (ASA)   | TO     | Kaloyan Baev (BUL)       |
| Péter Bacsa (HUN)     | 5 - 2  | Tatsuo Kawai (JPN)       |
| José Betancourt (PUR) | 0 - 10 | Victor Kodei (NGR)       |
| Scott Bianco (CAN)    | 3 - 2  | Robert Kostecki (POL)    |
| Bob Renney (AUS)      | 3 - 7  | Bashir Bhola Bhala (PAK) |

#### Omgång 3
| Brottare 1               | Poäng  | Brottare 2                  |
| ------------------------ | ------ | --------------------------- |
| Kaloyan Baev (BUL)       | 5 - 7  | Péter Bacsa (HUN)           |
| Victor Kodei (NGR)       | 7 - 0  | Scott Bianco (CAN)          |
| Bashir Bhola Bhala (PAK) | 0 - 12 | Ričardas Pauliukonis (LTU)  |
| Eldar Kurtanidze (GEO)   | 6 - 1  | Gantogtokh Bayanmönkh (MGL) |
| Islam Bajramukov (KAZ)   | 3 - 0  | Heiko Balz (GER)            |

#### Omgång 4
| Brottare 1                 | Poäng | Brottare 2             |
| -------------------------- | ----- | ---------------------- |
| Péter Bacsa (HUN)          | 4 - 7 | Victor Kodei (NGR)     |
| Ričardas Pauliukonis (LTU) | 1 - 5 | Eldar Kurtanidze (GEO) |
| Islam Bajramukov (KAZ)     | 0 - 3 | Melvin Douglas (USA)   |
| Kim Ik-Hee (KOR)           |       | Bye                    |

#### Omgång 5
| Brottare 1             | Poäng | Brottare 2           |
| ---------------------- | ----- | -------------------- |
| Kim Ik-Hee (KOR)       | 0 - 7 | Victor Kodei (NGR)   |
| Eldar Kurtanidze (GEO) | 1 - 0 | Melvin Douglas (USA) |

#### Omgång 6
| Brottare 1             | Poäng  | Brottare 2              |
| ---------------------- | ------ | ----------------------- |
| Jozef Lohyňa (SVK)     | 10 - 0 | Victor Kodei (NGR)      |
| Eldar Kurtanidze (GEO) | 10 - 4 | Dzambolat Tedeyev (UKR) |

#### Bronsmatch
| Brottare 1         | Poäng | Brottare 2             |
| ------------------ | ----- | ---------------------- |
| Jozef Lohyňa (SVK) | 0 - 5 | Eldar Kurtanidze (GEO) |